# Walton Mountains
Walton Mountains är ett berg i Antarktis. Det ligger i Västantarktis. Argentina, Chile och Storbritannien gör anspråk på området. Toppen på Walton Mountains är 1 450 meter över havet.
Terrängen runt Walton Mountains är kuperad söderut, men norrut är den platt. Walton Mountains är den högsta punkten i trakten. Trakten är obefolkad. Det finns inga samhällen i närheten.